# ニューポール IV
ニューポール IV
王立工兵航空大隊のニューポール IV.G
- 用途：スポーツ・軍用
- 製造者：ニューポール
- 運用者：ロシア帝国空軍（英語版）
- 運用者フランス軍事航空隊（フランス語版） 
イタリア陸軍航空隊（英語版）
- 初飛行：1911年
- 生産開始：1911年
- 運用開始：1911年
- 運用状況：退役済
- 原型機：ニューポール III
- 派生型：ニューポール VI（英語版）

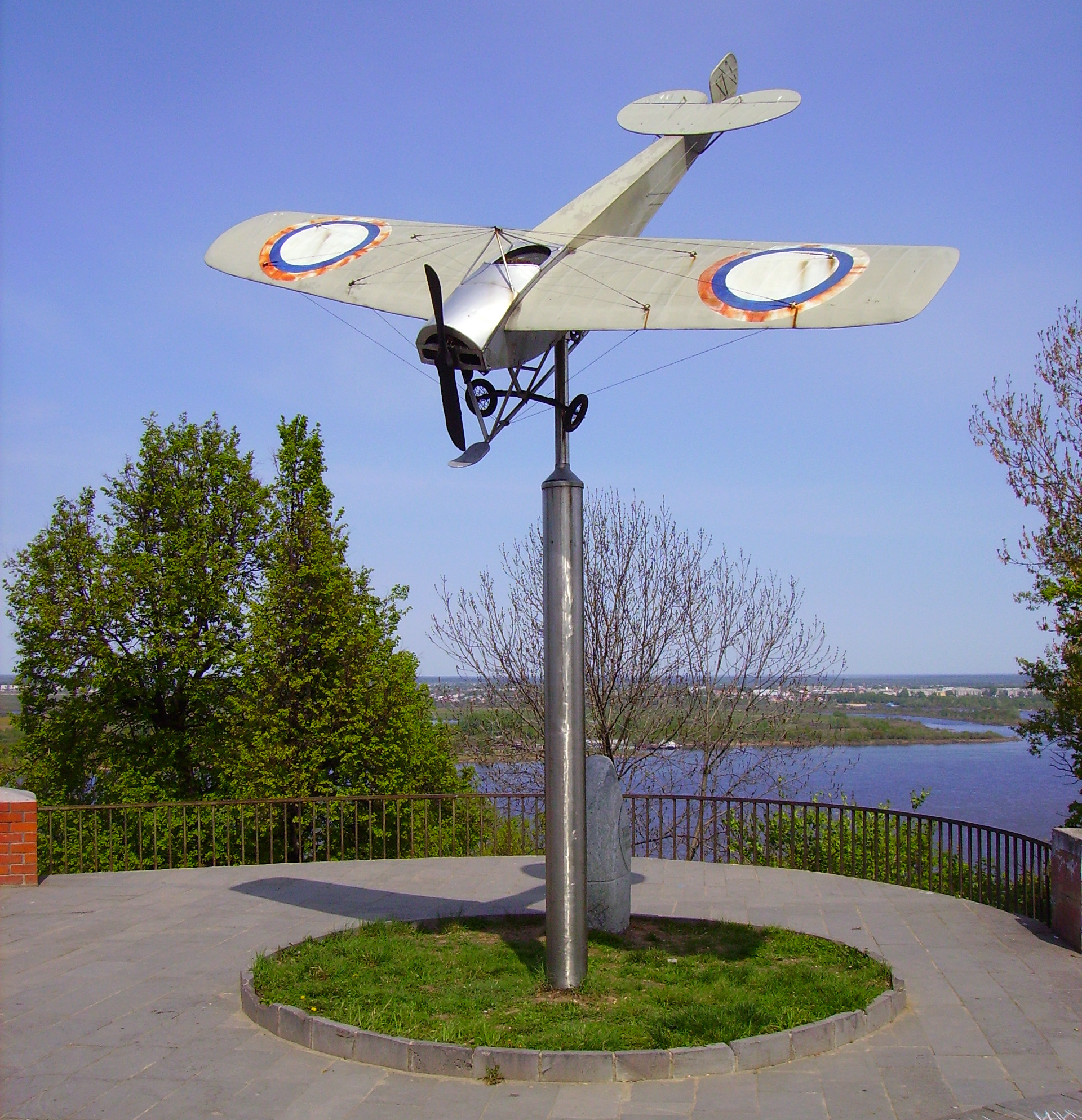
ニジニ・ノヴゴロドにあるネステロフが飛行機による最初の宙返り飛行を行ったニューポール IVのレプリカ

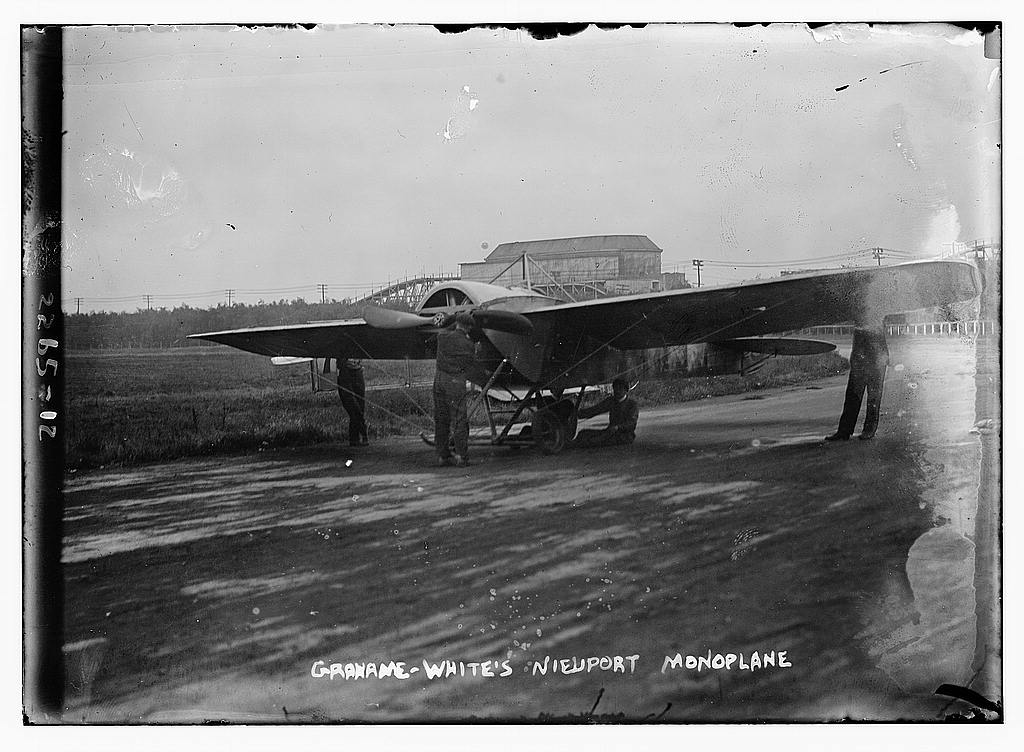
クロード・グラハム＝ホワイトのニューポール IV、1912年頃。後にイギリス陸軍航空隊で運用された。

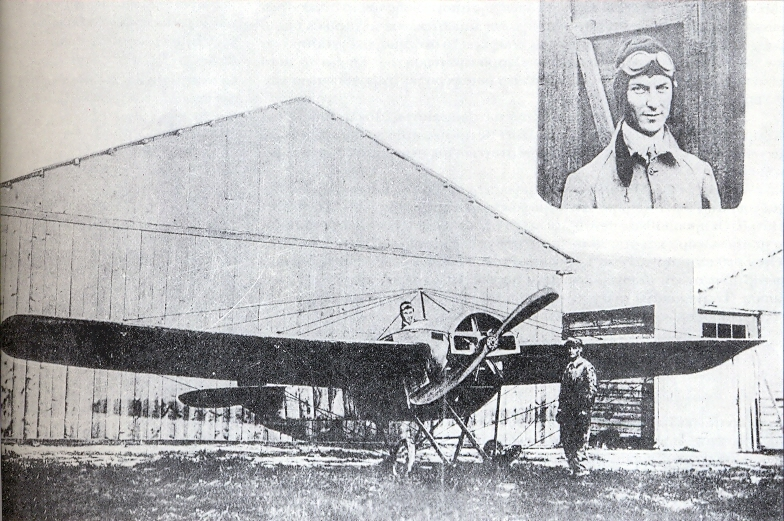
エマニュエル・アルギュロプロスとニューポール IV.G 「アルキオン」（"Alkyon"）。ギリシャにおける初飛行を行った。

ニューポール IVは1910年代初期のフランス製単葉スポーツ機・練習機・偵察機である。

## 設計と開発
ニューポール公開有限会社は1909年にエドゥアール・ニューポールによって設立された。ニューポール IVは単座のニューポール IIおよび複座のニューポール III.Aの発展形である。複座のスポーツ機・競速機として開発されたが、数カ国で軍用に用いられた。当初の動力は50 hp (37 kW)のノーム・オメガロータリーエンジンだったが、後により強力なものに換装された。

## 運用歴
製造開始は1911年で、ロシアでは第一次世界大戦に入るまで生産が続けられた。
当時の大抵の航空部隊は本機を少数使用していたが、ロシア帝国は最大のユーザだった。
ロシア帝国空軍草創期の主力機のひとつであったのがIV.Gで、概ね300機がサンクト・ペテルブルクのルッソ＝バルト自動車工場・シチェティーニン社とモスクワのダックス工業で国内製造された 。1913年8月27日、ピョートル・ネステロフ中尉はキエフ上空で、IV.Gにより世界最初の宙返り飛行を行った。彼は「国有財産を不必要な危険に晒した」廉により10日間に渡って拘束されたが、アドルフ・ペグーがこの妙技をフランスで再現すると、叙勲と昇進で遇された。
フランス政府はニューポール IV.Mを少なくとも10機購入し、第12飛行隊をランスで編成した。この部隊は損耗により徐々に数を減らしつつも、第一次世界大戦開戦後までニューポール単葉機を運用し続けた。
スウェーデン陸軍航空隊は最初の装備機となるIV.Gを1912年に4人の個人より寄贈された。後に2機目のIV.Gが1913年に加わり、IV.Hが1機スウェーデン海軍より委譲された。
大日本帝国陸軍航空部隊はIV.GとIV.Mを1機ずつ、それぞれ陸軍ニューポール NG2と陸軍ニューポール NMの制式名で運用した。このうちNGは4機のモーリス・ファルマン MF.11とともに1914年9月から10月にかけての青島攻略戦に投入された。
王立工兵航空大隊（イギリス陸軍航空隊の前身）が最初に購入した機体のうちの1機がシリアル番号B4のニューポール IV.Gだった。さらにクロード・グラハム＝ホワイト、チャールズ・サムソンほか3名も個人でIV.G単葉機を購入した 。単葉機の事故に関する調査をRFCが行った際、ニューポール IVは就役中だった。事故報告書にはニューポール IVの事故1件が含まれていたが、
その構造欠陥が「単葉機禁止令」を生む要因となったブリストル単葉機やドゥペルデュサン単葉機とは異なり、事故原因を整備不良によるエンジン故障としていた。
アルゼンチンは機名la ArgentinaのIV.Gを1機購入し、陸軍飛行学校で運用した。
ギリシャではIV.G1機が個人により購入され、アルキオン（Alkyon）と命名された。ギリシャにおける初飛行を行った後に政府に売却され、1912年の第一次バルカン戦争でラリサを根拠地として使用された。
シャムは4機のIV.Gを購入し、ドーンムアン飛行場で練習機として使用した。
スペインは1機のIV.Gと4機のIV.Mを購入し、ポー・ニューポール飛行学校（"Escuela Nieuport de Pau"）が練習機として使用した。後に3機がテトゥアン（スペイン領モロッコ）の高等飛行学校（"operational school (Escuela)"）に、次いでセルアンに移され、1917年まで稼働していた。
イタリアのトリポリ第1航空隊は伊土戦争で数機のIV.Gを運用した。うち1機は1911年10月23日にトルコ軍を偵察し、戦闘に用いられた世界最初の航空機となった。敵戦力に対する初爆撃の栄誉は同部隊所属のブレリオ XIに僅差で先を越された。また、この作戦に従事したMaizo大尉は1912年の終戦一週間前にオーストリア軍の砲に撃墜され、対空砲火による最初の犠牲者となった。

## 派生型
IV基本型式名（機種は接尾記号により示す）
IV.G「ノーム」搭載スポーツ/競技機の基本型式で、50 - 100 hp (37 - 75 kW)の様々なサイズのノームロータリーエンジンを搭載した。
IV.H双フロートと尾部フロートを備えた「ハイドロ（"Hydro"）」水上機 - 200 hpまでのエンジンを積んで広く競技に用いられた。
IV.M機体を拡大した「軍用」偵察型で70 - 100 hp (52 - 75 kW)の様々なノームロータリーエンジンを搭載した - トラック輸送のため、組み立て・分解が簡便に出来るように設計されていた。

## 現存機

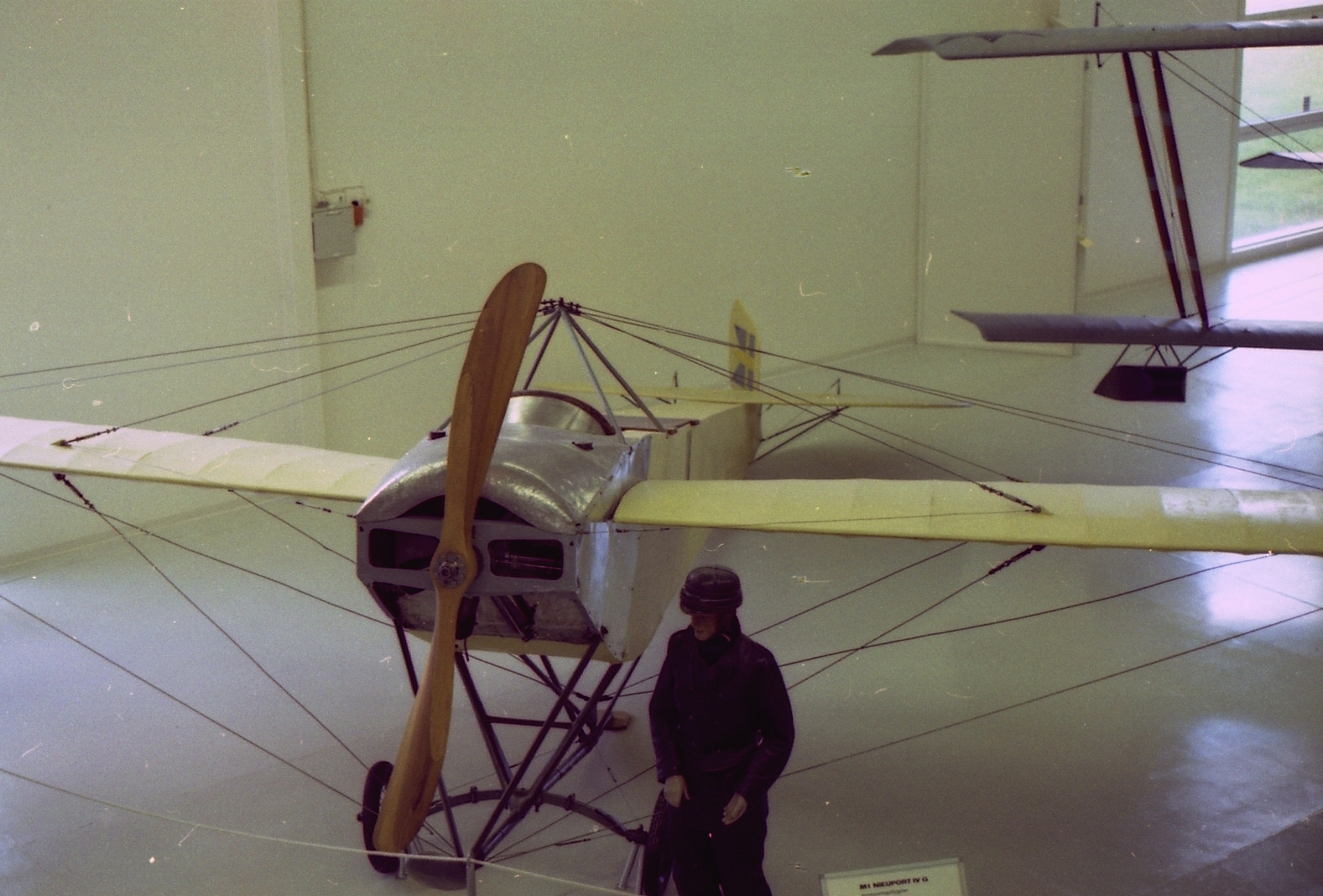
スウェーデン空軍博物館のニューポール IVG

スウェーデン空軍は最初に導入したモデルIVを1965年まで飛行可能状態で維持していた 。この機は現在リンシェーピング近郊のマルメン軍用飛行場にあるスウェーデン空軍博物館で保存されている 。マドリード近郊のクアトロ・ビエントスにあるスペイン航空宇宙博物館は、かつて運用したモデルIVの1機の実寸大レプリカを所蔵している。

## 運用者

### 軍用
アルゼンチン
- アルゼンチン陸軍航空隊（英語版）

 フランス
- フランス軍事航空隊

 ギリシャ
- ギリシャ陸軍航空隊[12]

 イタリア王国
- イタリア陸軍航空隊（英語版）

 日本
- 大日本帝国陸軍航空部隊

 オスマン帝国
- オスマン帝国[18]

 ルーマニア
- ルーマニア航空隊（英語版）[19]

 ロシア
- ロシア帝国空軍（英語版）

 シャム
- タイ王国陸軍航空隊

 スペイン
- スペイン陸軍航空隊

 スウェーデン
- スウェーデン陸軍航空隊
- スウェーデン海軍航空隊

 イギリス
- 王立工兵航空大隊（英語版）
- イギリス陸軍航空隊

## 性能諸元（IV.M）

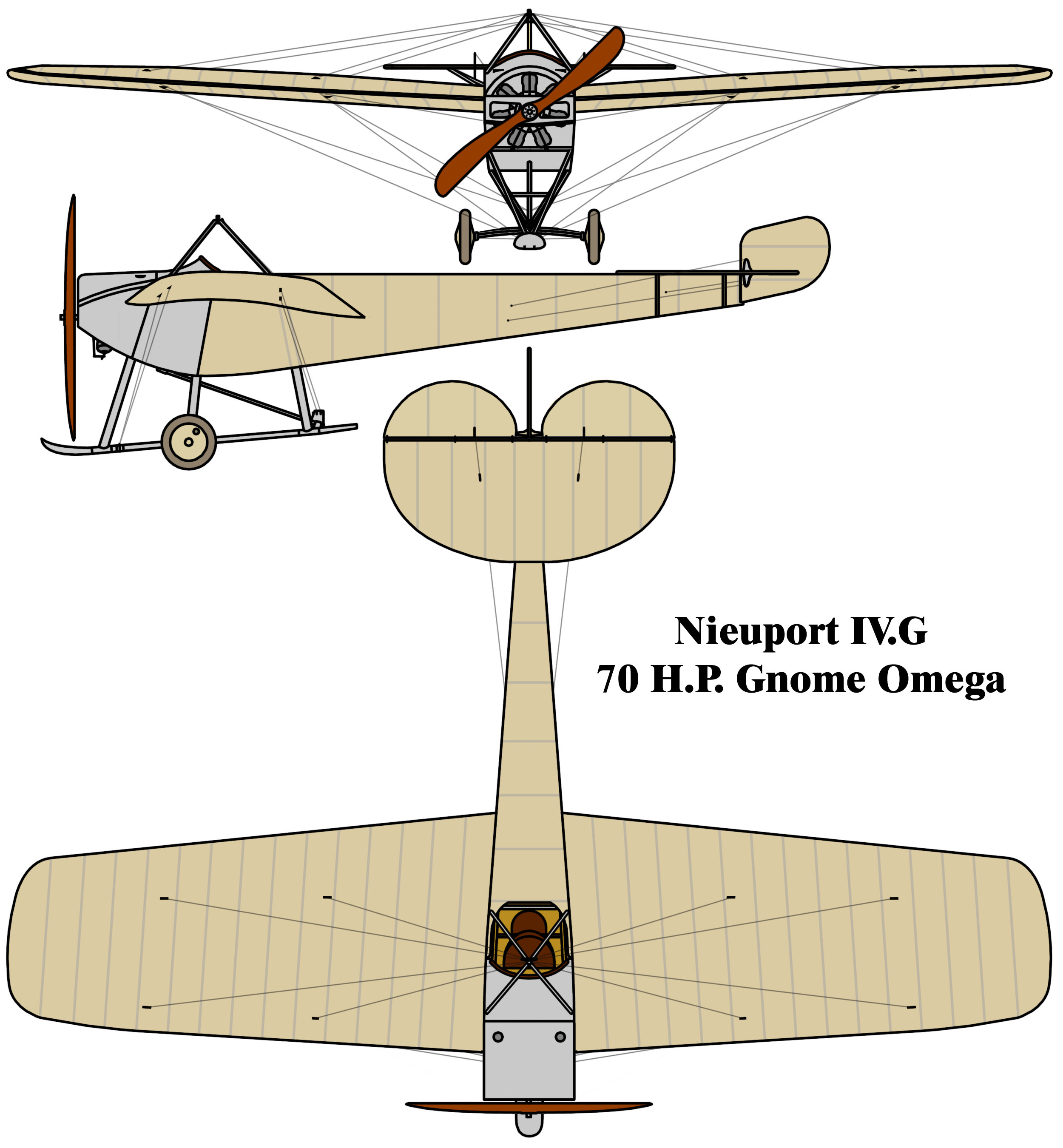
Nieuport IV.G drawing

諸元
- 乗員: 1
- 定員: 乗客1名
- 全長: 8.2 m
- 全高:
- 翼幅: 12.1 m
- 翼面積: 22.00 m2
- 空虚重量: 483 kg
- 動力: ノーム ロータリーピストンエンジン、 （100 hp、2翅プロペラ）   × 1

性能
- 最大速度: 120 km/h
- 上昇率: 500mまで12分40秒

## Further reading
- “Le grand concours d’aviation militaire de Reims 1911” [The Reims Military Aviation Competition, 1911]. Dossiers historiques et techniques aéronautique française.   Gérard Hartmann. 2022年9月11日閲覧。
- Moulin, Jean (October 2004). “Reims 1911, le premier concours d'appareils militaires au monde! [Reims 1911, the First Military Aircraft Concours in the World!]” (フランス語). Avions: Toute l'aéronautique et son histoire (139):  51–58. ISSN 1243-8650.
- Opdycke, Leonard E. (1999). French Aeroplanes before the Great War. Atglen, Pennsylvania: Schiffer Publishing. ISBN 0-7643-0752-5